# Per Hækkerup
Pour les articles homonymes, voir Hækkerup.
Per Hækkerup, né le 25 décembre 1915 à Ringsted (Danemark) et mort le 13 mars 1979 à Herritslev (Danemark), est un homme politique danois, membre des Sociaux-démocrates, ancien ministre et ancien député au Parlement (le Folketing).

## Biographie
Il est marié à la femme politique Grethe Hækkerup.